# Новая Квасниковка
Новая Квасниковка — село в Старополтавском районе Волгоградской области. Административный центр Новоквасниковского сельского поселения.
Село расположено на левом берегу реки Еруслан в 12 км севернее районного центра села Старая Полтавка.

## История
Основано малороссами из Полтавской и Харьковской губерний, направленными царским Указом 1747 года для вывоза соли.
С 1922 года в составе Старополтавского кантона АССР немцев Поволжья. Село являлось административным центром Новоквасниковского сельского совета. Согласно переписи населения 1926 года в селе насчитывалось 161 домохозяйство, из них немецких только одно.
28 августа 1941 года был издан Указ Президиума ВС СССР о переселении немцев, проживающих в районах Поволжья. Немецкое население АССР немцев Поволжья депортировано. Село в составе Старополтавского района отошло к Сталинградской области (с 1961 года - Волгоградской).

## Население
Динамика численности населения по годам:
| 1859 | 1889 | 1926 | 1987 | 2002 |
| ---- | ---- | ---- | ---- | ---- |
| 65   | 933  | 694  | ≈630 | 654  |

| 2010 |
| ---- |
| 603  |